# Festival Internacional de Cinema de Hamptons
O Festival Internacional de Cinema de Hamptons (HIFF) é um festival de cinema internacional, fundado em 1993, que acontece anualmente, em East Hampton, Nova Iorque. É um evento de cinco dias, em meados de outubro, realizado em Long Island, Estados Unidos. HIFF foi fundada como uma celebração do cinema independente para fornecer um fórum para cineastas independentes, com diferentes perspectivas globais. O festival coloca uma ênfase especial nos novos cineastas com uma diversidade de ideias.